# Khatanga
Pour les articles homonymes, voir Khatanga (homonymie).
La Khatanga (en russe : Хатанга) est un fleuve situé au nord de la Sibérie en Russie d'Asie, dans le krai de Krasnoïarsk.

## Cours du fleuve
La Khatanga naît à 600 km au nord du cercle polaire, non loin du port de Khatanga, de la confluence des rivières Kheta et Kotouï. Le fleuve coule vers le nord-est — au sud de la péninsule de Taïmyr et au nord des montagnes de Sibérie centrale — à travers la dépression de Taïmyr jusqu'au golfe de Khatanga, long de 220 km donnant dans la mer des Laptev.
En comptant le Kotouï, le plus long de ses affluents, le cours de la Khatanga atteint 1 636 km.
Le bassin du fleuve avec ses affluents a une superficie de 364 000 km2.
Son débit interannuel moyen, ou module, est de 3 320 m3/s. Il varie en moyenne de 300 m3/s au cœur de l'hiver à 15 000 m3/s au début de l'été.

## Divers
En général le fleuve est pris dans les glaces de fin septembre à début juin : il n'est navigable que durant la période estivale.

## Affluents
Les principaux affluents, outre les rivières Kheta et Kotouï qui lui donnent naissance, sont : Nijniaïa, Bloudnaïa, Popigaï, Novaïa et Malaïa.

## Hydrométrie - Les débits à Khatanga
La Khatanga est un fleuve abondant. Son débit a été observé pendant 32 ans (sur la période allant de 1961 à 1994) à Khatanga, petite ville portuaire située à quelque 217 kilomètres de son embouchure dans la mer des Laptev.
À Khatanga, le module observé sur cette période était de 2 517 m3/s pour une surface de drainage de 275 000 km2, soit un peu plus de 75 % de la totalité du bassin versant du fleuve. La lame d'eau d'écoulement annuel dans le bassin se montait de ce fait à 289 millimètres, ce qui peut être considéré comme élevé.
Le débit moyen mensuel observé en avril (minimum d'étiage) est de 308 m3/s, soit moins de 2,5 % du débit moyen du mois de juin (12 889 m3/s), ce qui souligne l'extrême amplitude des variations saisonnières. Et les écarts de débits mensuels peuvent être encore plus importants d'après les années : sur la durée d'observation de 32 ans, le débit mensuel minimal a été de 241 m3/s en avril 1966 tandis que le débit mensuel maximal s'élevait à 17 553 m3/s en juin 1990.
En ce qui concerne la période libre de glace (de juin à septembre inclus), le débit minimal observé a été de 1 640 m3/s en septembre 1961.

## Ichtyofaune
On trouve dans le fleuve plusieurs espèces de poissons, parmi lesquels différentes espèces de corégone (dont le corégone blanc, l'omul, le muksun), le taimen, le botia et le saumon argenté.